# USC Braunschweig
L' USC Braunschweig est un club allemand de volley-ball féminin fondé en 1971 à Brunswick, et qui évolue au plus haut niveau national (1. Bundesliga).

## Palmarès
Néant.

## Effectif de la saison en cours
Entraîneur : Alberto Salomoni  Italie ; entraîneur-adjoint : Michael Finnmann  Allemagne
| Numéro | Nom                              | Taille | Nationalité            |
| 3      | Nadine NICKEL                    | 1,68   | Allemagne              |
| 4      | Anke BOROWIKOV                   | 1,86   | Allemagne              |
| 5      | Dominice STEFFEN                 | 1,83   | Allemagne              |
| 6      | Antje FORBRIG                    | 1,85   | Allemagne              |
| 7      | Katalin SCHLEGL                  | 1,83   | Hongrie                |
| 8      | Tesha HARRY                      | 1,88   | États-Unis             |
| 9      | Maja PACHALE                     | 1,83   | Allemagne              |
| 11     | Stephani PENNER                  | 1,80   | Canada                 |
| 12     | Andrea HESTERMANN                | 1,84   | Allemagne              |
| 13     | Karla BORGER                     | 1,80   | Allemagne              |
| 14     | Maren BRINKER                    | 1,85   | Allemagne              |
| ?      | Juana Miguelina GONZALEZ SANCHEZ | x,xx   | République dominicaine |
| ?      | Ana Esther LARA                  | x,xx   | République dominicaine |